# 네지레 국회
네지레 국회(ねじれ国会)는 한국어로 직역하면 뒤틀린 국회, 꼬인 국회 등으로 해석할 수 있다. 일본 의회는 양원제로서, 중의원과 참의원으로 구성이 되어 있다. 이 중의원과 참의원 각각 의석의 과반수를 차지하는 정당이 다른 상태를 네지레국회(ねじれ国会)라고 한다. 일본 국회에서는 기본적으로 중의원과 참의원이 개별적으로 의사결정을 행하여, 양원의 의사가 합치하면 비로소 국회의 의결이 된다. 통상, 내각을 떠받치고 있는 여당이 중의원과 참의원의 다수파를 차지하기 때문에 양원의 의사는 합치한다. 그러나 네지레국회에서는 중의원과 참의원이 서로 다른 의사를 나타내는 경우가 적지 않다.

## 같이 보기
- 동거 정부